# Schloss Duwisib
Das Schloss Duwisib (englisch Duwisib Castle) befindet sich etwa 72 km südwestlich von Maltahöhe in Namibia. Es gehört – seiner Optik, Lage und Entstehungsgeschichte wegen – zu den skurrilsten reichsdeutschen Kolonialbauwerken des Landes. Das Herrenhaus wurde 1908 im Stil des Historismus erbaut. Mit seinen roten Mauern, Wehrtürmen und Zinnen erinnert es an eine mittelalterliche Festung.

## Geschichte
Seine Entstehung verdankt der Bau dem sächsischen Artillerie-Offizier Hansheinrich von Wolf. Während des Hererokriegs als Schutztruppen-Offizier war er mit der Absicht nach Südwestafrika gekommen, sich auf Dauer im damaligen Deutsch-Südwestafrika niederzulassen um ein Gestüt zu gründen, nachdem er 1907 während eines Heimaturlaubs eine vermögende Amerikanerin geheiratet hatte. Er erwarb die Farm Duwisib und ließ auf ihr 1908 durch den in der Kolonie angesehenen Burgen-Architekten Wilhelm Sander (dem Erbauer der Schwerins-, Heinitz- und Sanderburg in Windhoek) das Schloss nach historischem Vorbild bauen. Von Wolf betrieb in den Folgejahren eine durchaus erfolgreiche Zucht mit Vollblutpferden.
Während einer Schiffsreise nach Europa im Jahr 1914 erreichte von Wolf die Nachricht vom Ausbruch des Ersten Weltkrieges. Während seiner Internierung in Südamerika gelang ihm die Flucht nach Deutschland. Hier meldete er sich zum Kriegsdienst; er fiel 1916 in Frankreich. Seine Frau kehrte nicht wieder nach Südwest-Afrika zurück. Sie zog in die Schweiz und verkaufte nach dem Krieg das Schloss an eine schwedische Familie. Schloss und Pferdezucht verfielen (letztere spielte möglicherweise bei der Geschichte der Wüstenpferde eine entscheidende Rolle).

### Jüngere Geschichte
In den 1970er Jahren ging das Schloss in Staatsbesitz über. 1991 wurde es vollständig und stilgetreu renoviert und ist heute ein der Allgemeinheit zugängliches Museum und Unterkunft von Namibia Wildlife Resorts mit fünf Zimmern. Es wurde zuletzt im Jahre 2014 renoviert.

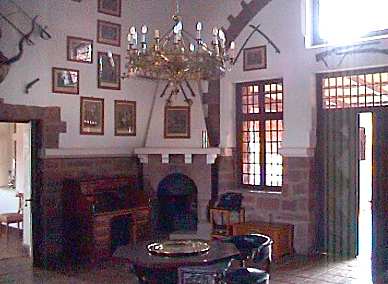
Eingangshalle
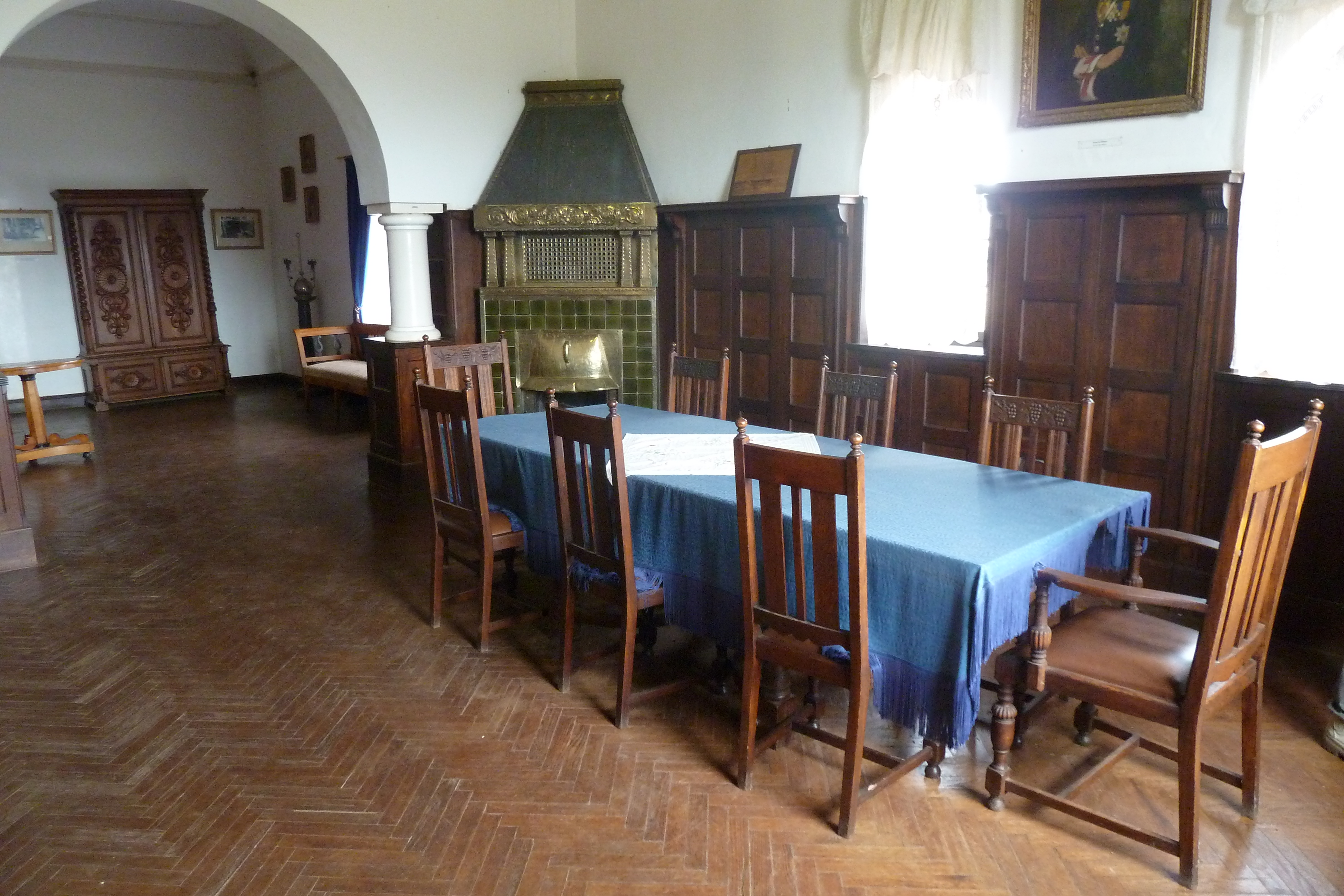
Speisesaal des Schlosses
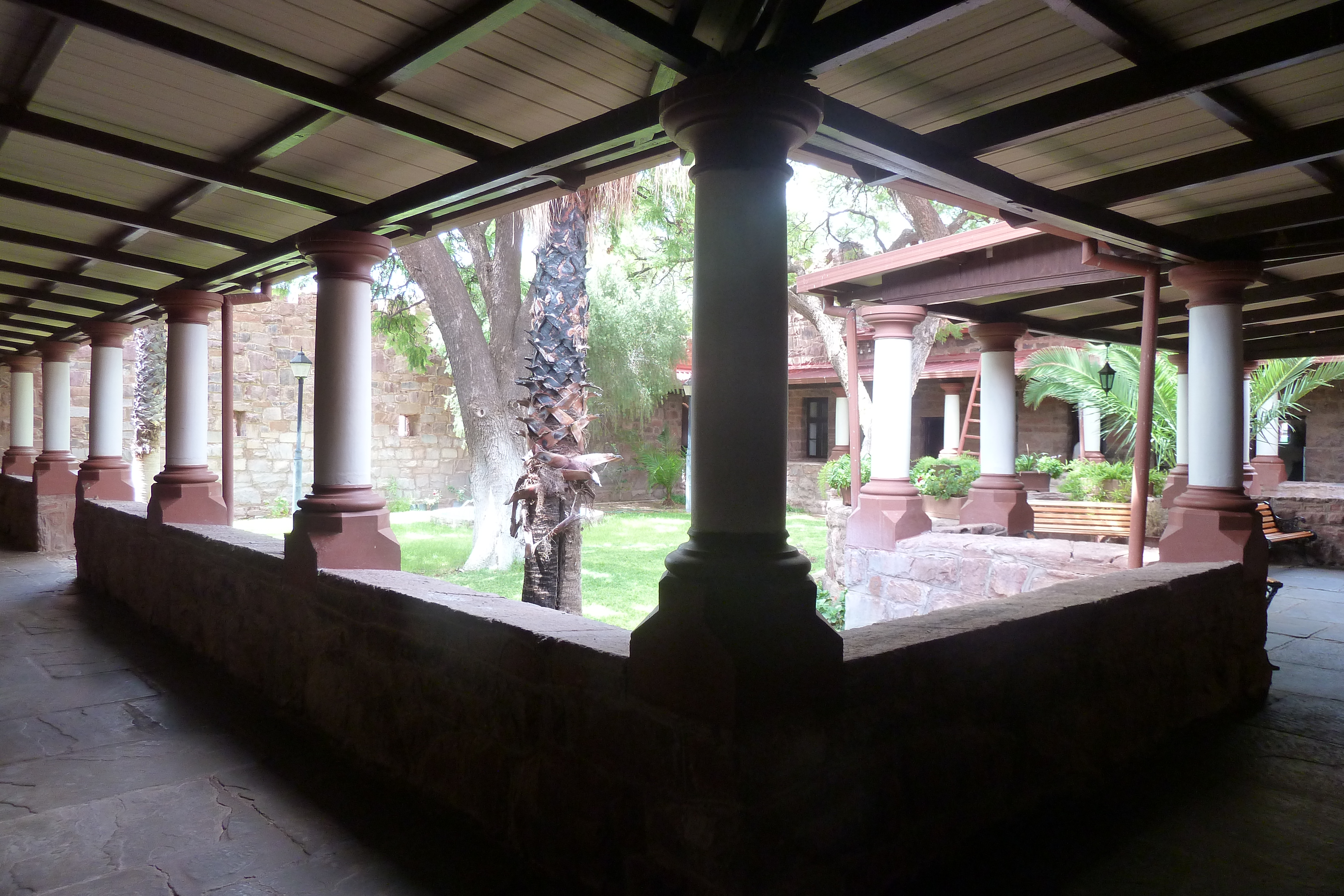
Der Innenhof des Schlosses, erinnert an den Kreuzgang eines Klosters.
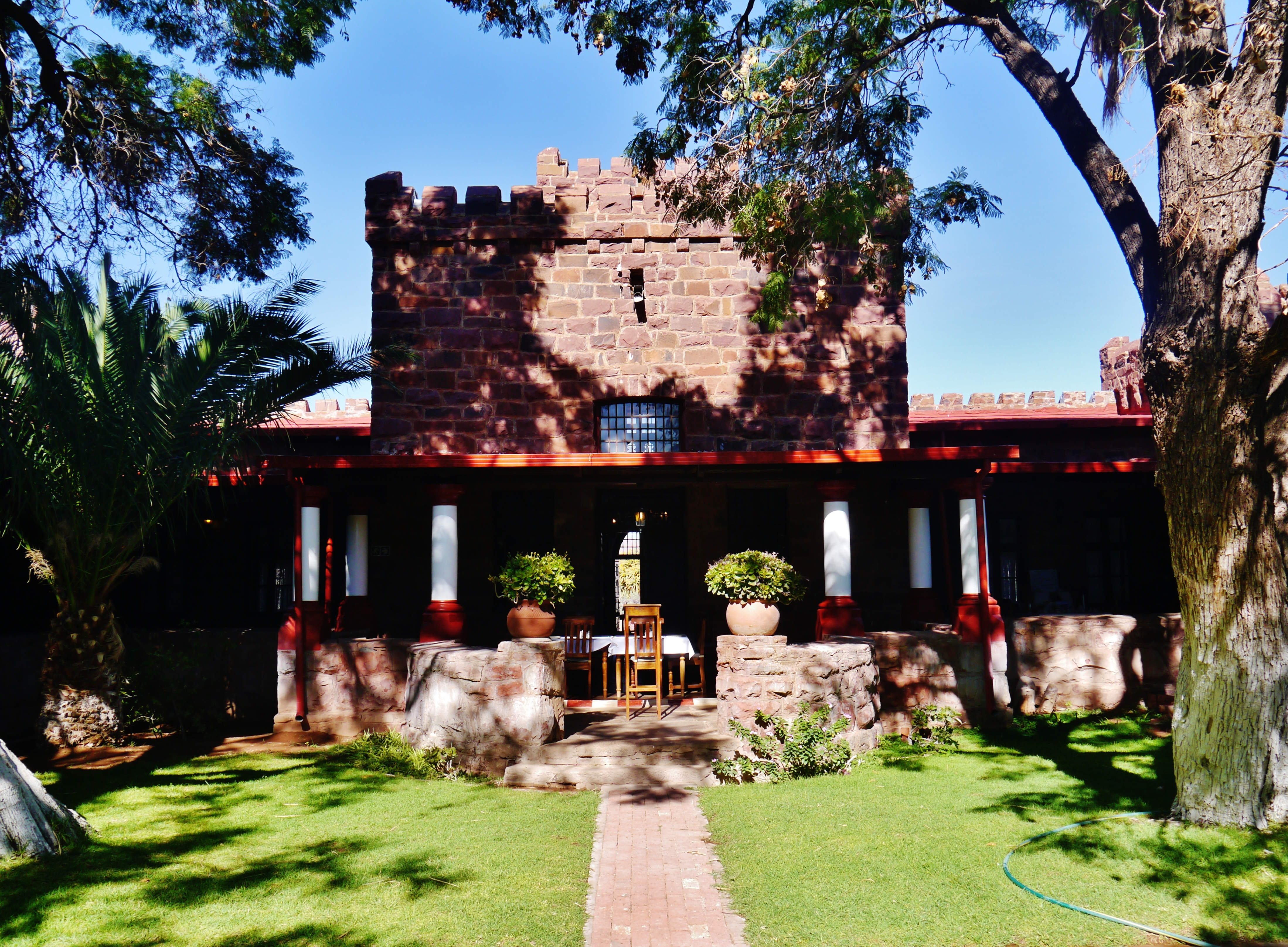
Innenhof
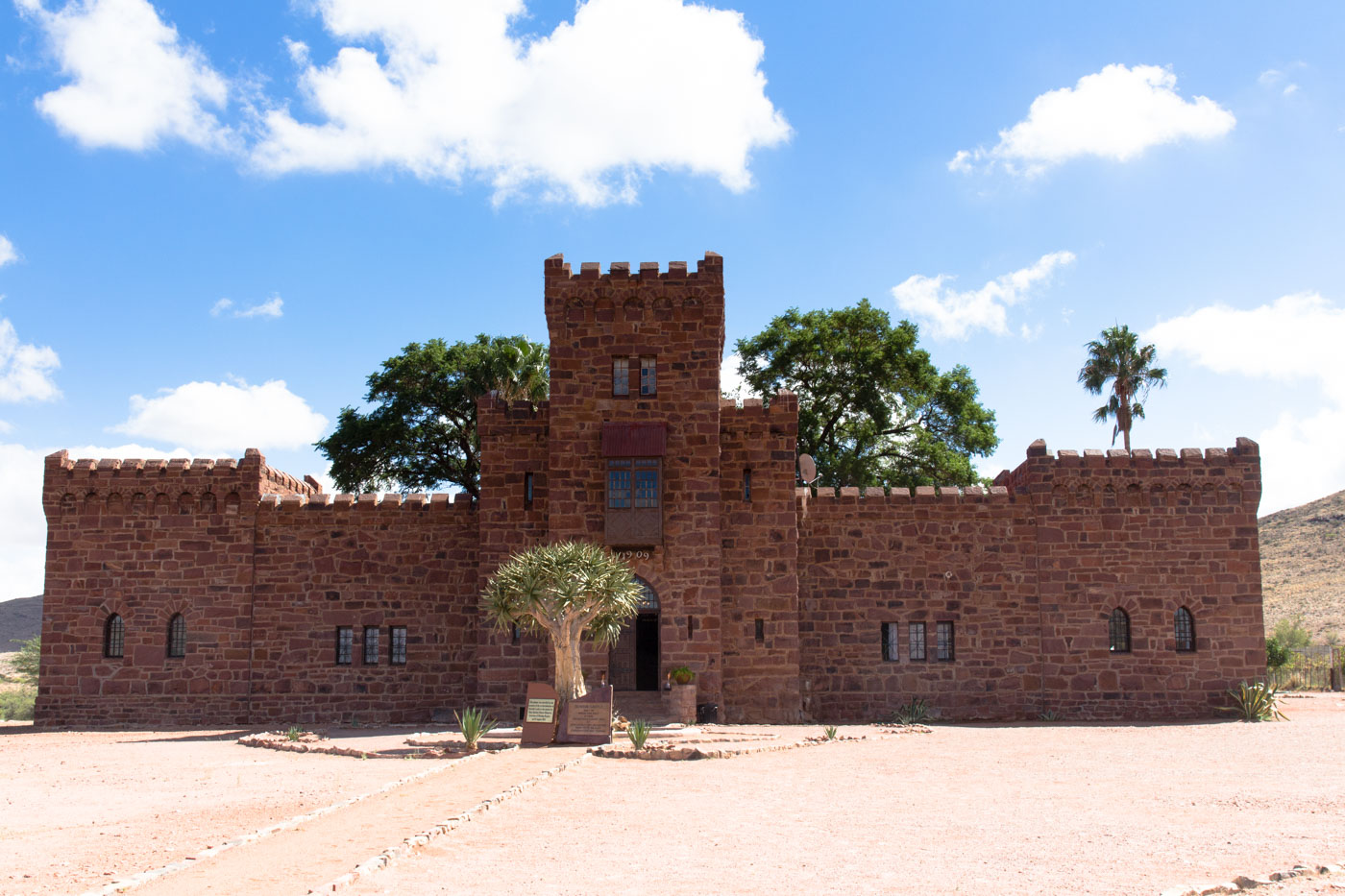
Die historisierte Form einer Kastellburg mit Blick auf die Hauptfront.